# Campeonato Sergipano de Futebol de 1965
O Campeonato Sergipano de Futebol de 1965 foi a 42º edição da divisão principal do campeonato estadual de Sergipe. O campeão foi o Confiança que conquistou seu 5º título na história da competição.

## Premiação
| Campeonato Sergipano de 1965  |
| Aracaju                       |
| ----------------------------- |
| Confiança Campeão (5º título) |